# Yuwan, Yunnan
Yuwan är en köping i Kina. Den ligger i provinsen Yunnan, i den sydvästra delen av landet, omkring 320 kilometer nordost om provinshuvudstaden Kunming. Antalet invånare är 14 614. Befolkningen består av 6 786 kvinnor och 7 828 män. Barn under 15 år utgör 24,0 %, vuxna 15-64 år 68 %, och äldre över 65 år 6,0 %.
Genomsnittlig årsnederbörd är 1 115 millimeter. Den regnigaste månaden är juli, med i genomsnitt 281 mm nederbörd, och den torraste är december, med 7 mm nederbörd.